# Daniela od św. Barnaby
Daniela od św. Barnaby (ur. 4 kwietnia 1890 w Berriatúa, zm. 31 lipca 1936 w Barcelonie) – hiszpańska karmelitanka misjonarka, męczennica, Błogosławiona Kościoła katolickiego.

## Życiorys
Pochodziła z religijnej rodziny. Szczególnie pomagała chorym i biednym. Wstąpiła do zgromadzenia Sióstr Karmelitanek Misjonarek. Została zastrzelona wraz z trzema innymi siostrami zakonnymi (Gabrielą od św. Jana od Krzyża, Marią Refugią od św. Anioła i Sperancją od Krzyża.) w czasie wojny domowej w Hiszpanii w dniu 31 lipca 1936 roku.
Została beatyfikowana przez papieża Benedykta XVI 28 października 2007 roku w grupie 497 męczenników.